# Jan Vermeer van Haarlem le jeune
Pour les articles homonymes, voir Vermeer (homonymie).
Jan Vermeer van Haarlem, ou Jan van der Meer II, ou Jan van der Meer le Jeune, né en 1656 et mort en 1705 à Haarlem, est un peintre et graveur paysagiste du siècle d'or néerlandais.

## Biographie
Appartenant à une famille de peintre et de graveurs, il est formé par son père, Jan Vermeer van Haarlem l'ancien ; il devient disciple de Nicolaes Berchem. Il est le frère de Barend van der Meer et l'époux de la sœur de Cornelis Dusart. Il semble qu'il passe quelque temps à Amsterdam, mais est de retour à Haarlem en 1681-1683 où il se marie et est admis à la guilde de Saint-Luc. 

## Style
Il est connu pour ses paysages dans le style de ceux de son père et de Berchem. Il signe ses tableaux « J v der meer de jonge » (Jan van der Meer le jeune).

## Gravure

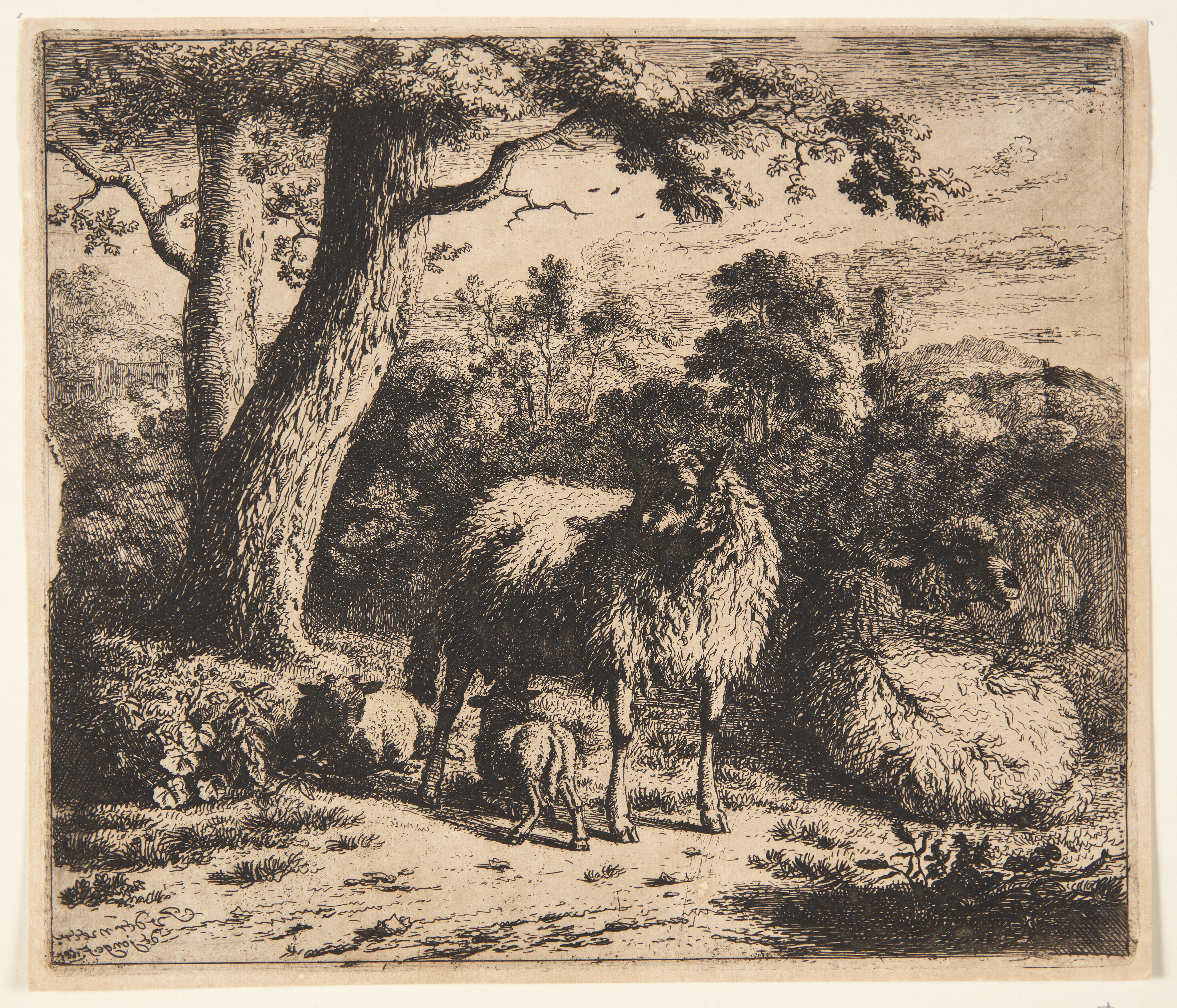
Moutons sous un arbre, eau-forte, 1685.

Jan van der Meer le Jeune est un représentant tardif de la tradition gravée de la pastorale néerlandaise. Ses œuvres témoignent de son intérêt pour Jacob van Ruisdael. Comme celui-ci, il réalise des paysages forestiers pleins de vie.
Il se distingue des premières générations d'artistes de la pastorale néerlandaise du siècle d'or comme Jacob Savery ou Esaias van de Velde l'Ancien par l'accentuation des zones d'ombre et de clair-obscur. L'atmosphère de ses compositions est dramatisée par des effets de lumière. A la différence de Paulus Potter, il représente des paysages avec théâtralité. Il renoue avec l'iconographie d'une campagne idyllique, éloignée de la vie citadine, en fondant harmonieusement les différentes formes du vivant les unes dans les autres par un travail subtil de la matière.